# Vladimir Petrovitj Orlov-Davydov
Vladimir Petrovitj Orlov-Davydov (ryska:Владимир Петрович Орлов-Давыдов), född den 11 april 1809, död den 12 april 1882, var en rysk adelsman, dotterson till Vladimir Grigorjevitj Orlov, far till Vladimir Vladimirovitj Orlov-Davydov.
Davydov fick 1856 tillåtelse att upptaga namnet Orlov och grevetiteln. Han gjorde sig känd som ledare för motståndet mot livegenskapens upphävande och var ordförande för Moskvas adel, då denna 1865 begärde en statsförfattnings införande.